# Козімо Медічі
Ко́зімо Ме́дічі (італ. Cosimo de' Medici; 27 вересня 1389 — 1 серпня 1464) — флорентійський банкір та державний діяч, найбагатша людина Європи, гонфалоньєр Флоренції з 1434 року.

## Життєпис
Один з найкращих державних людей свого часу, Козімо майже непомітно, без потрясінь, перетворив Флорентійську республіку в спадкову сеньйорію, незмінно зберігаючи народну любов. Вперше обраний пріором республіки у 1416 році, він зумів скласти собі сильну партію (стриєчний брат Аверардо ді Франческо Медічі, нащадки Сальвестро Медічі, роди Пуччі, Аччаюолі), що зіткнулася з аристократичною партією Альбіцці, що стояв тоді на чолі Флоренції. Спочатку Козімо зазнав поразки; в 1433 році його заарештували і лише за допомогою підкупу гонфалоньєра Бернадо Гваданьї за 1000 дукатів йому вдалося уникнути смерті, віддалившись у вигнання спочатку в Павію, потім у Венецію. Уже наступного року його партія здобула гору (при підтримці папи римського Євгена IV, банкірами якого були Медічі), і Козімо повернувся до Флоренції.
Ставши на чолі держави, Козімо залишався простим громадянином, не прийнявши ніякого титулу і не змінюючи республіканських форм. Лише у 1434, 1440, 1445 роках стає гонфалоньєром, членом комітету з охорони порядку у 1445 та 1449 роках.
Від тиранії, здирств і насильств Козімо був майже цілком вільний і користувався владою для усунення внутрішніх смут й для керівництва дуже важкими стосунками з Міланом, Венецією і Неаполем. Для придушення застосовував реформу оподаткування. Було впроваджено кадастр, за яким податки вираховувалися в залежності від доходу та майна. Маніпулюючи цим, Козімо Медічі зламав могутню опозицію. Іншим засобом були таємні попередження, згідно з яким потенційний противник (або занадто заможний громадянин) повинен був не накопичувати капітал, а розподілити його, купуючи маєтності у сільській місцевості (ця галузь давала найменше доходу). До того ж Козімо Медічі сприяв отриманню церковних посад своїми родичами — Філіппо Медічі (архієписокпство у Пізі), Донато Медічі (єпископством у Пістойї).
Величезні кошти, придбані великими і вдалими комерційними операціями, Козімо вживав для народу: за роздачу хліба на голодний рік він отримав назву «батько Батьківщини».
Флоренція зобов'язана йому багатьма спорудами. Козімо перший із Медічі почав широко сприяти художникам (Фра Філіппо Ліппі), особливо ученим (Нікколо Нікколі) і поетам. Його палац називають першим великим гуманістичним центром у Флоренції.

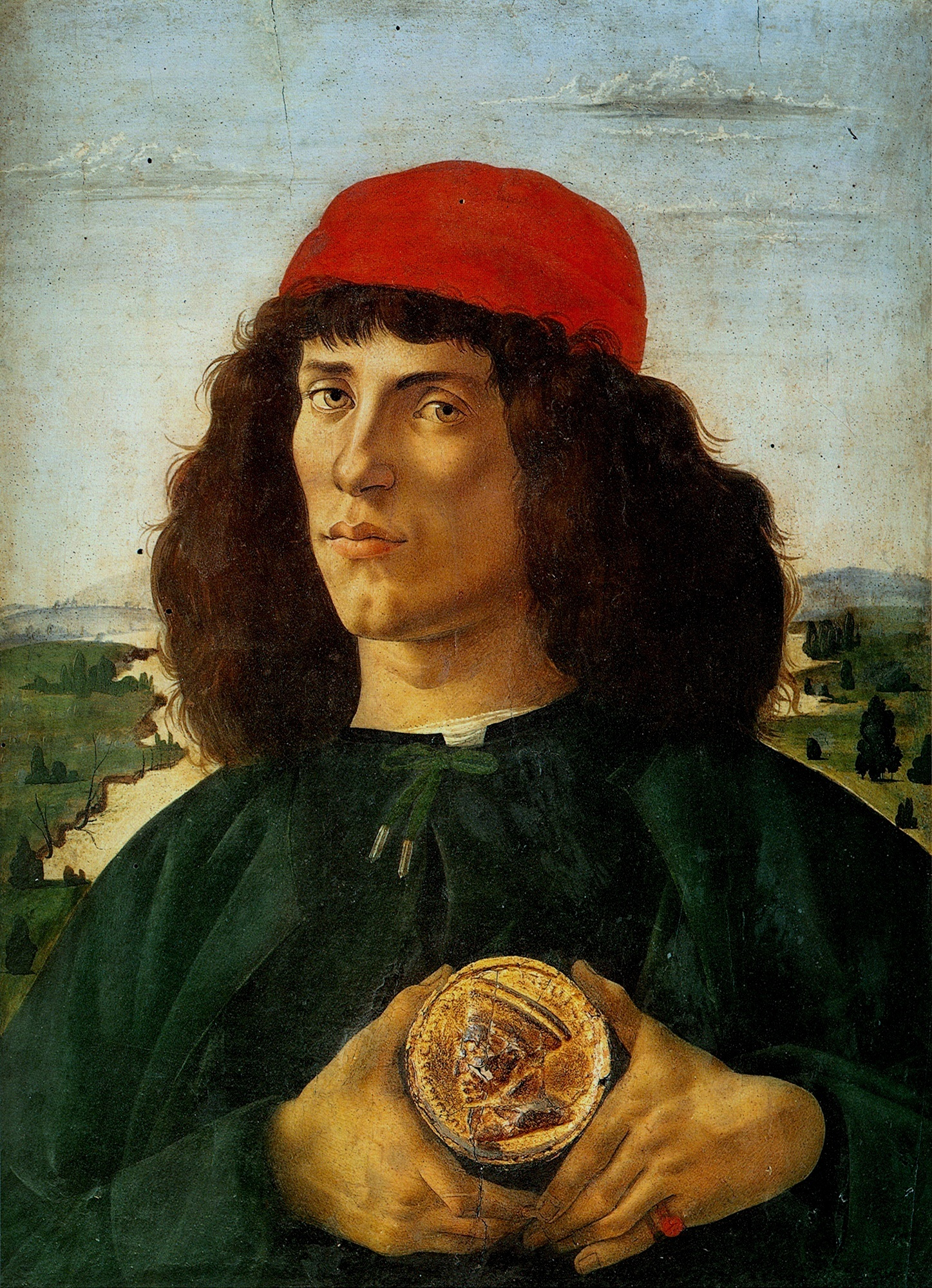
Сандро Боттічеллі. Портрет юнака (з портретом Козімо Медічі в руках). Уффіці, Флоренція

## Родина
У 1414 році Козімо одружився з Контессіне де Барді, двоє дітей:
- П'єро ді Козімо Медічі (1416–1469)
- Джованні (1421–1463)

У нього також був позашлюбний син Карло (1430–1492).